# Zarautz
Zarautz (prononcer « Sarahotz », en espagnol Zarauz) est une commune du Guipuscoa dans la communauté autonome du Pays basque en Espagne.
C'est une ville touristique située au centre de la côte de la province. En 2006, il y avait 22 323 habitants, mais durant l'époque estivale le chiffre de 60 000 est atteint fréquemment.
La commune fait partie de l'Eurocité basque Bayonne - San Sebastian.

## Étymologie
Son nom vient de Caesaraugusta ou Caesar Augusta en l'honneur de Caesar Divi Filius Augustus

## Historique
La ville a été fondée par Fernando III en 1237.
Jusqu'au XVIe siècle les habitants de Zarautz se consacraient à la pêche à la baleine. Par la suite, la ville a développé d'autres industries : l'agriculture, le textile, la fabrication des meubles.

## Géographie

### Climat
Bien que Zarautz soit dans une zone humide et pluvieuse, son climat est modéré autant en hiver qu’en été.

### Communication
Pour arriver à Zarautz, l'autoroute A8 Bilbao-Behobia relie la ville à Saint-Sébastien et à la France. Zarautz est près d’Orio, Getaria, Zumaia, Deba, Mutriku et aussi près des aéroports de Saint-Sébastien, Bilbao et Biarritz. À Zarautz, le train local (Euskotren) va tous les jours à Saint-Sébastien, en moyenne toutes les 30 minutes.

## Quartiers
Zarautz est composé de 26 quartiers, urbains et ruraux :

### Quartiers urbains
- Alde Zaharra (casco antiguo)
- Aritzbatalde
- Azken Portu
- Itxasmendi
- Hegoalde
- Hiruerreketa
- Iñurritza ou San Pelaio
- Irita
- Mendilauta (zone résidentielle)
- San Pelaio
- Santa Marina
- Salberdin
- Salbide
- Vista Alegre
- Zelaiondo

### Quartiers ruraux
- Abendaño (zone industrielle)
- Aitze
- Alkortiaga
- Arbestain
- Argoin
- Asti
- Elkano
- Errotaberri
- Santa Barbara
- Sola
- Talaimendi
- Untzain
- Urteta

## Architecture civile et religieuse

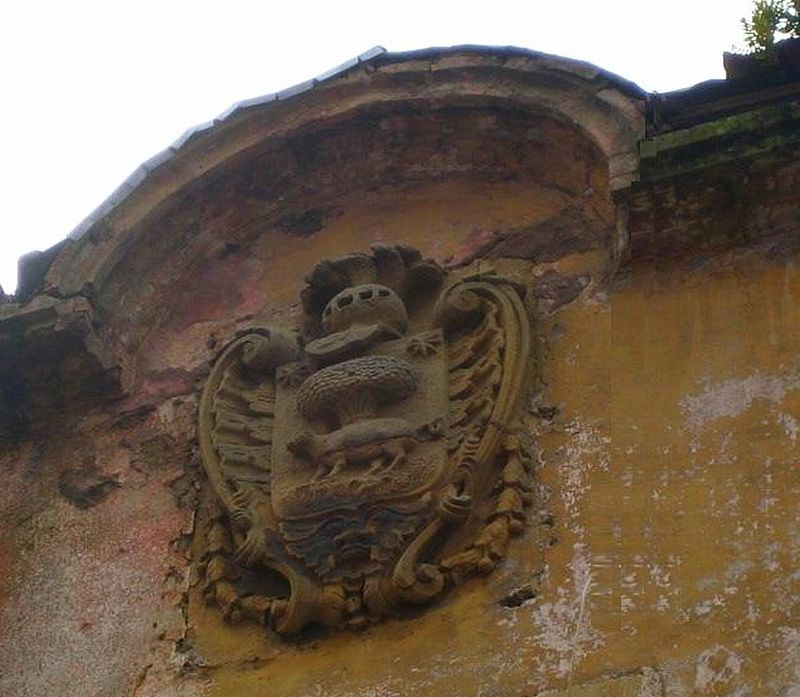
Blason en pierre dans la rue Zigordia

La zone proche de la promenade maritime souligne la présence de petits palais et de logements construits par la haute bourgeoisie pendant le XIXe siècle.
Beaucoup de blasons se trouvent dans le centre urbain, surtout dans les rues Azara et Zigordia.
Le palais de Narros, situé face à la plage entouré d'un jardin anglais, fut un lieu de vacances de la reine Isabelle II.
La mairie est bâtiment de la Renaissance.
Dans les quartiers de Talamendi, Urteta et Argoain, on peut visiter des bâtiments de l'architecture traditionnelle basque comme les fermes de Gurmendi, Agerre et Argoain Haundi.
L'église de Sainte-Marie-la-Royale, le couvent de Santa Klara et le couvent des Pères Franciscains sont les trois bâtiments religieux plus importants de Zarautz, ainsi que église de Saint-Sébastien.
L'ermitage de San Martin de Ibaieta, construit au XVIe siècle, se trouve dans le quartier Talamendi, l'église de Pierre-de-Elcano (XVIe siècle) dans le quartier Urteta.

## Parcs
Zarautz a beaucoup de parcs, jardins et espaces pour les enfants. Celui de Mutxio se caractérise par sa végétation et la présence de l’ermitage de Saint-Barbare. Dans les parcs de Vista Alegre et Torre Luzea on trouve des sculptures de Xavier Lizardi (poète) et de Basarri (bertsolari). Le parc de Pagoeta se caractérise par ses 341 espèces différentes de fleurs.

## Plage

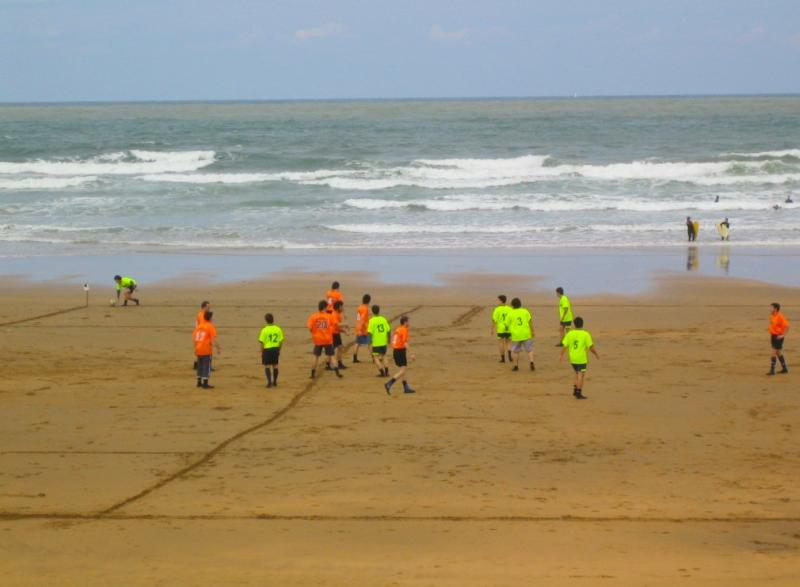
Football sur la plage de Zarautz

La plage de Zarautz est la plus étendue du Pays Basque et une des plus longues de la côte Cantabrique. Elle possède la plus longue dune de la côte du Guipuscoa et sert d'habitat à beaucoup d'espèces animales.
Le surf est un sport très pratiqué à cause de l'ouverture de la plage sur la haute mer. Zarautz accueille un championnat inscrit dans le Circuit Mondial. En hiver, les équipes de football enfantines et juvéniles viennent ici disputer des matchs de foot.

## Gastronomie
La cuisine basque a atteint une célébrité et un prestige mondialement reconnus. Elle s'appuie sur des produits saisonniers. En plus Zarautz et sa voisine Getaria disposent de nombreux restaurants qui offrent surtout des plats de poissons tels le colin à la sauce verte, les petits calamars (Pelaio) les sardines grillées, la daurade ou chinchard au gris, la morue au pil-pil…

## Culture

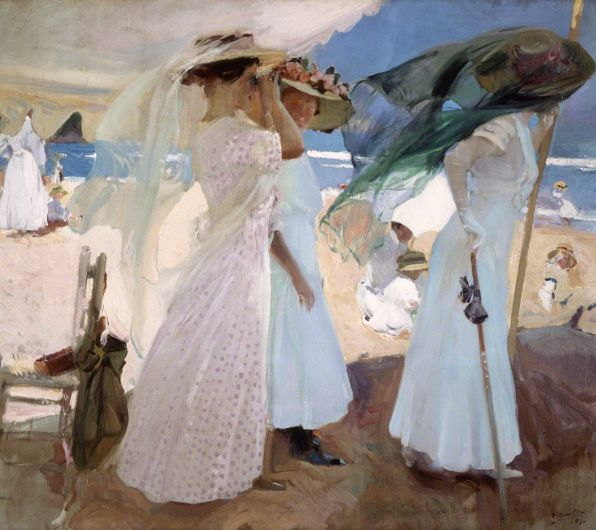
Sous l'auvent, Zarautz, 1910
Joaquín Sorolla
Musée d'Art de Saint-Louis

Pendant toute l’année, Zarautz développe une importante vie culturelle dans différents secteurs tels que: les salles d’expositions municipales, au Photomuseum et galeries d’art, le village loge des manifestations culturelles de styles et de tendances différentes. De même ont lieu des concours artistiques comme les biennales internationales de sculpture et céramique. D’autres manifestations d’intérêt sont le concours de peinture murale, la foire de l’Almoneda, la semaine de la nature…
La région célèbre de nombreuses fêtes. Les plus importantes sont les fêtes patronales de San Pelaio (25-27 juin), les fêtes de la Vierge (14-17 août) et les Fêtes basques (9 septembre).

## Jumelages
- Pontarlier (France)
- Cardano Al Campo  (Italie)

## Sports
Zarautz convient à la promenade à pied, à cheval ou à bicyclette. Également de nombreux frontons permettent de disputer des parties de pelote basque. D’autres loisirs connus sont la pêche, le tennis, ou le surf.

## Personnalités liées à la commune

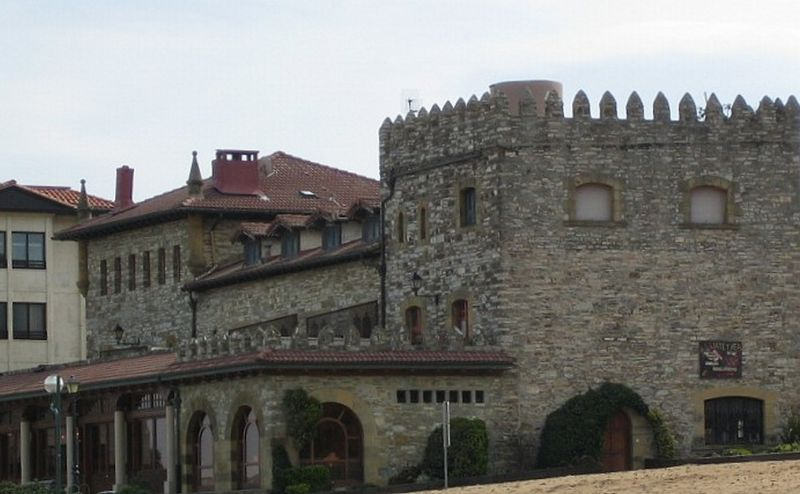
Restaurant de Karlos Arguiñano.

- Agustín Eizaguirre Ostolaza (1897-1961) : gardien de but de la Real Sociedad.
- Francisco Escudero (1912-2002) : compositeur né à Zarautz.
- Imanol Murua (1935-2008) : député Général du Guipuscoa et maire de la localité dans les années 1980. Fut membre du PNV et, plus tard, d'Eusko Alkartasuna.
- José Ángel Iribar (1943-) : gardien de but et entraineur de football. A toujours joué à Athletic Club de Bilbao.
- Eloy de la Iglesia (1944-2006) : réalisateur de cinéma.
- Gorka Landáburu (1946-) : journaliste ayant subi un attentat de la part d'ETA. Né à Paris où étaient exilés ses parents, mais réside à Zarautz depuis plusieurs années. Il a été le correspondant de France 3 et est directeur d'Aldaketa Hamasei (Cambio 16).
- Karlos Arguiñano (1948-) : cuisinier populaire, entrepreneur et animateur de télévision. Bien qu'il ne soit pas né à Zarautz, il vient dans cette ville à l'adolescence où se trouvent son restaurant, hôtel, appartements et l'académie de cuisine.
- Estanislao Argote (1956-) : footballeur international de l'Athletic Club de Bilbao.
- Joxe Joan González de Txabarri (1956-) : ex Député Général du Guipuscoa. il fut aussi député du Congrès des Députés pour le PNV durant deux législatures.
- Andoni Egaña (1961-): musicien considéré comme le meilleur bertsolari contemporain.
- Kristian Pielhoff (1961-) : présentateur du programme télévisé Bricomanía, diffusé sur TVE et Telecinco depuis 1994.
- Jon Eizagirre Manterola (1966-) : jouer de pelote professionnel.
- Gorka González (1977-) : ancien cycliste de Euskaltel-Euskadi jusqu'en 2006.
- Ainhoa Murua (1978-) : tri-athlète olympique international.
- Borja Iradier (1980-) : nageur olympique.
- Aritz Aranburu (1985-) : surfeur professionnel. Champion d'Europe professionnel en 2007, année où il arrive à la catégorie majeure mondiale, l'ASP World Tour se situant parmi les 45 meilleurs surfeurs du monde. Il est cinquième européen et le premier espagnol qui reçoit ce titre.

Les personnages suivants ne sont pas natifs de Zarautz mais y demeurent:
- Haimar Zubeldia : cycliste professionnel.
- Hector et Eneko Llanos : tri-athlètes internationaux.
- Regina Otaola : femme politique
- Xabier Euzkitze : présentateur de télévision.
- Delorean : groupe de danse alternatif.

- Zarautz est également le lieu de villégiature habituel pour des célébrités comme John Toshack, Carlos Garaikoetxea, Arnaldo Otegi, Esperanza Aguirre, Bernardo Atxaga ou Javier Clemente, entre autres. La chanteuse française Véronique Sanson y passait ses vacances avec ses parents dans les années 60 [3]
- Le sculpteur Jorge Oteiza, l'évêque Mateo Múgica Urrestarazu et l'écrivain Federico Krutwig résidèrent à Zarautz avant leur décès.

- On rencontrait aussi dans cette ville la reine Isabelle II d'Espagne, don Pascual Madoz, la Reine María Cristina, le roi Alphonse XIII d'Espagne, Fabiola de Belgique ainsi que la femme politique Loyola de Palacio, entre autres.

## Galerie

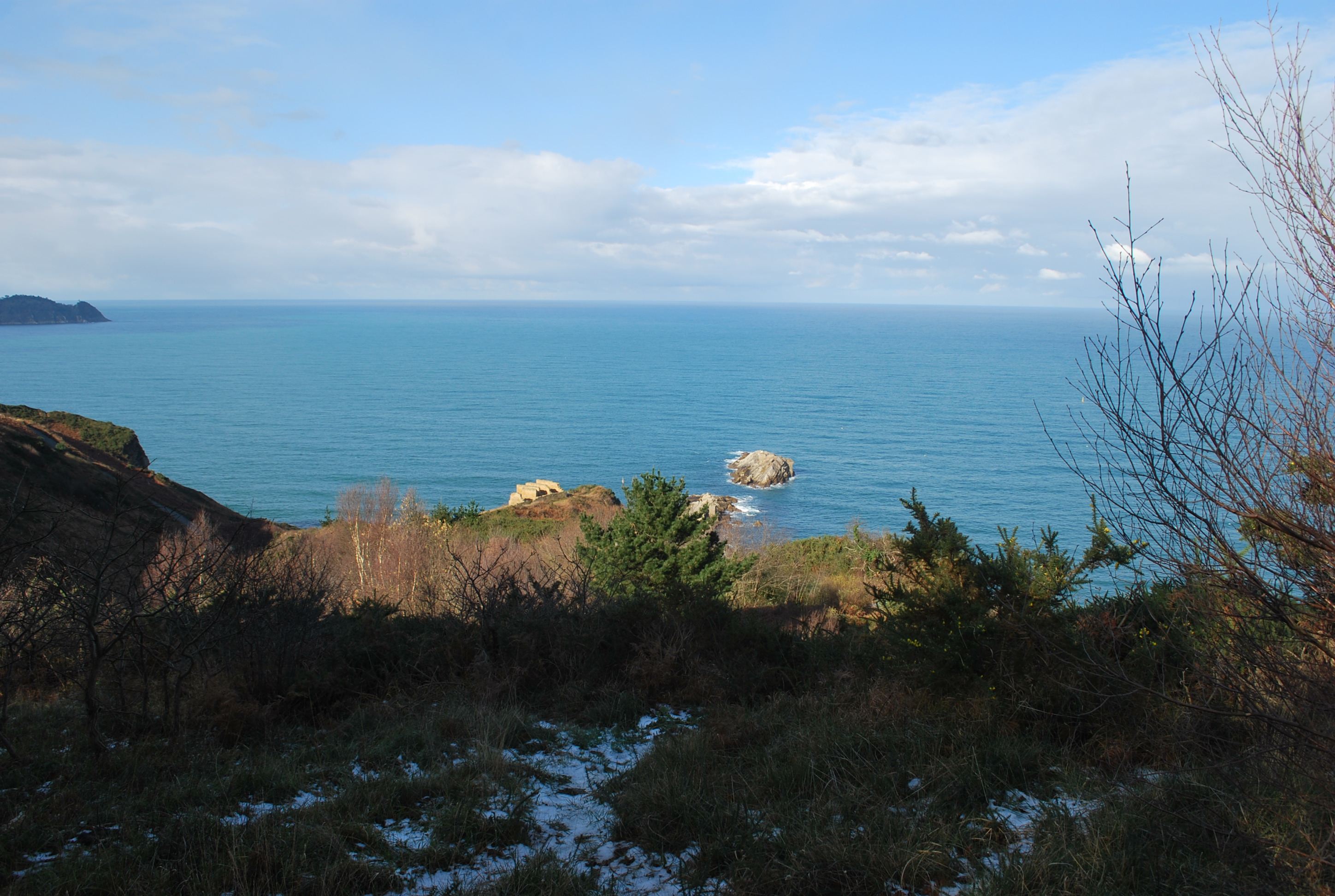
Zarautz vu depuis le camping.
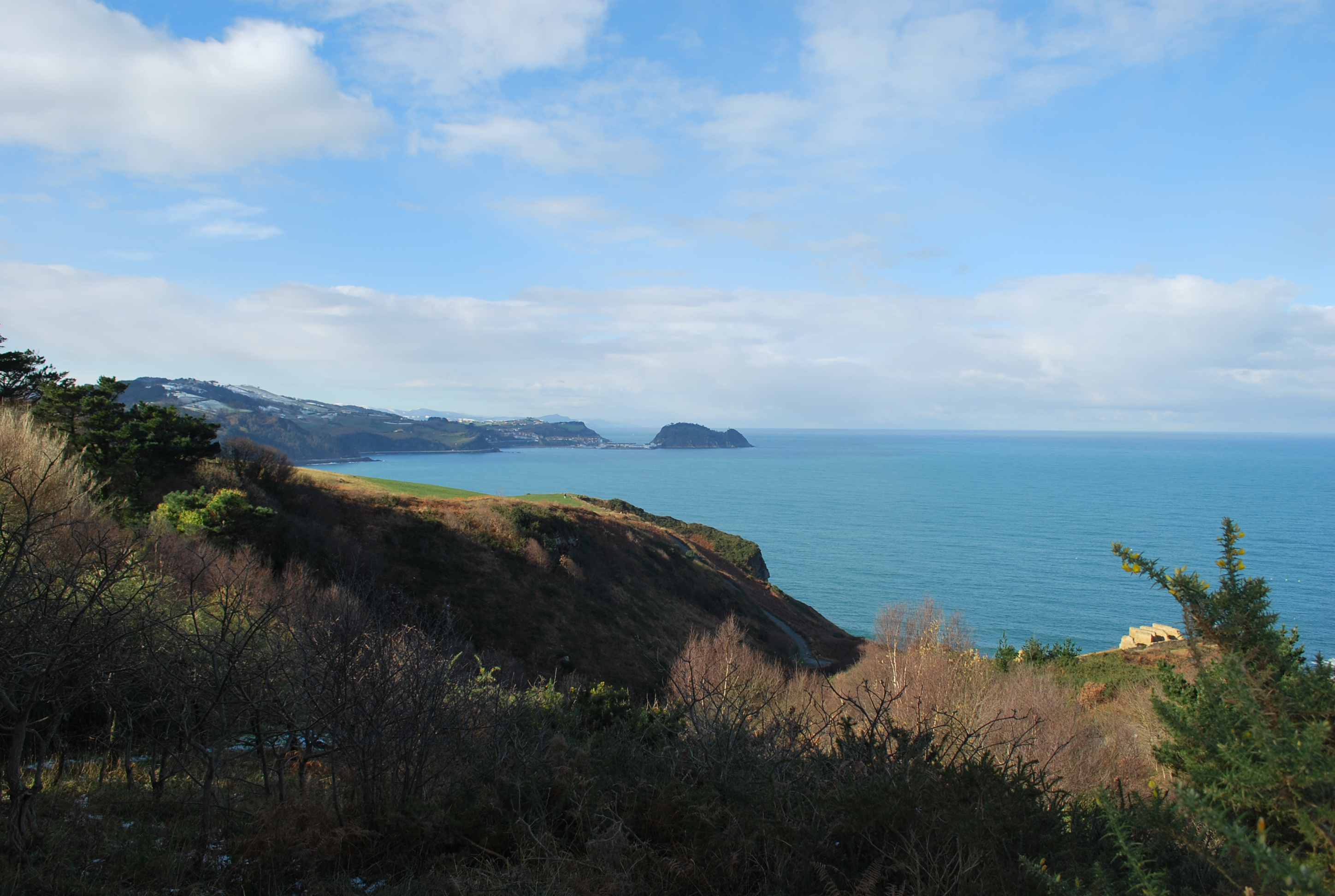
Zarautz vu depuis le camping.
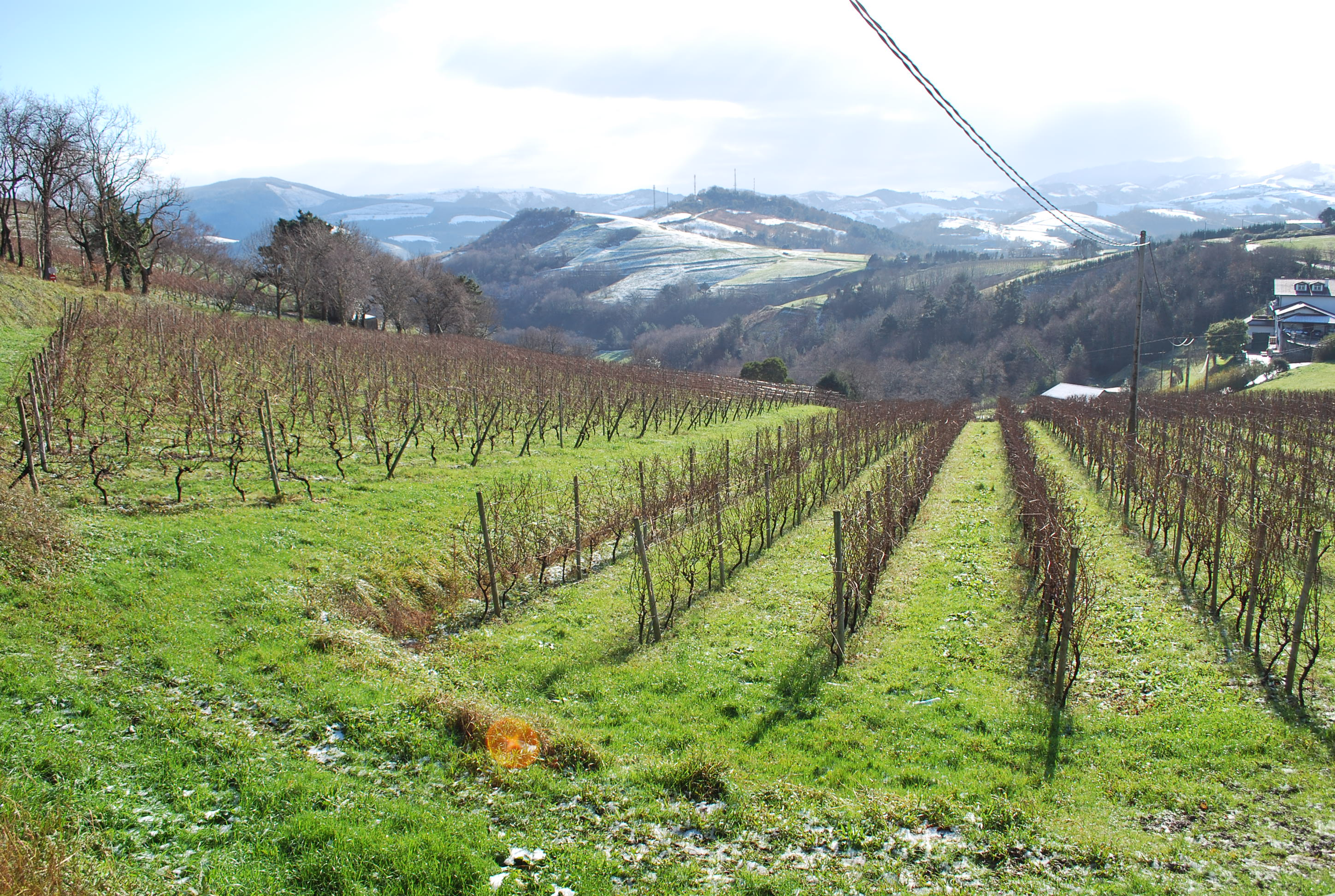
Vignes du Txakoli sur les pentes du camping.
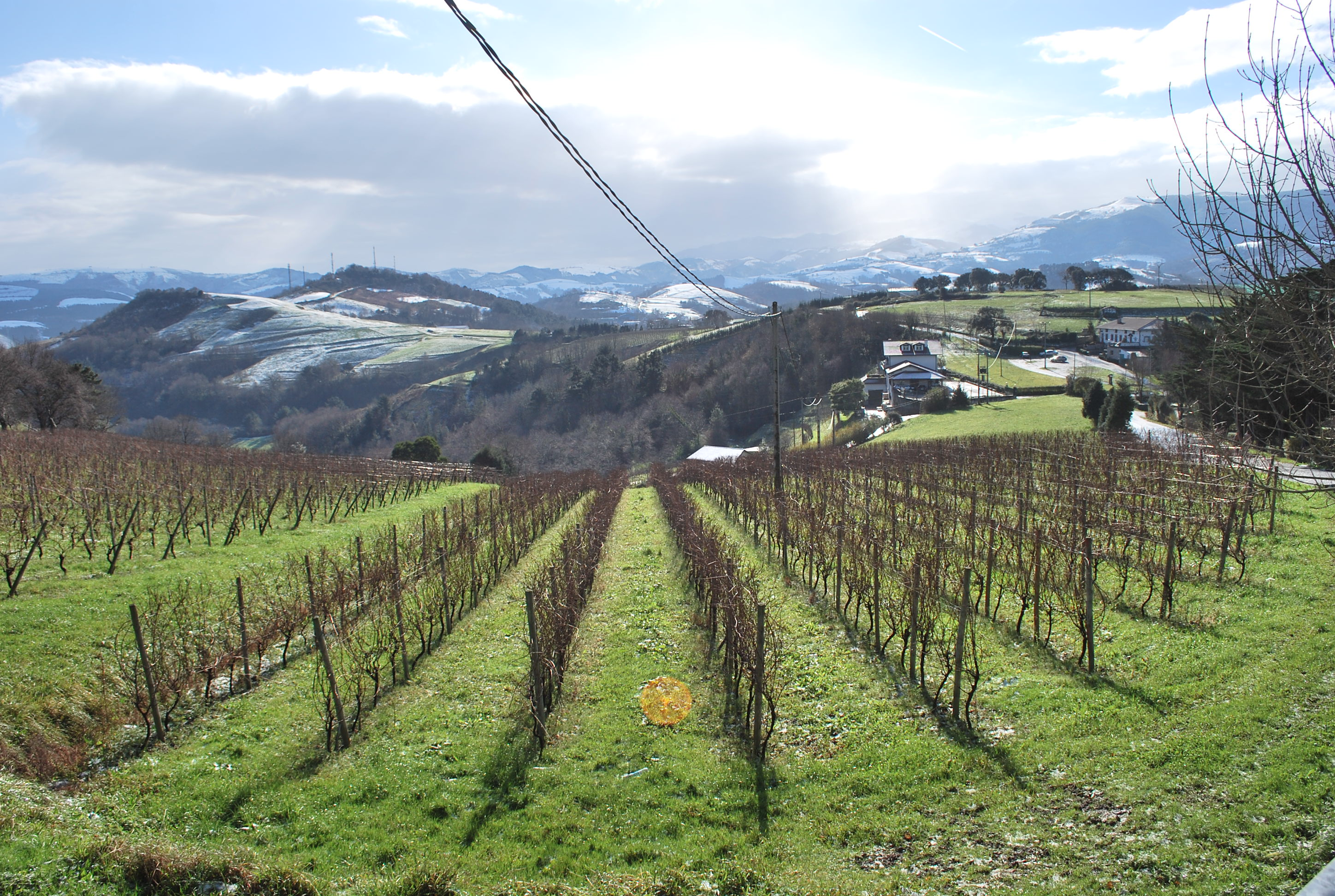
Vignes du Txakoli sur les pentes du camping.
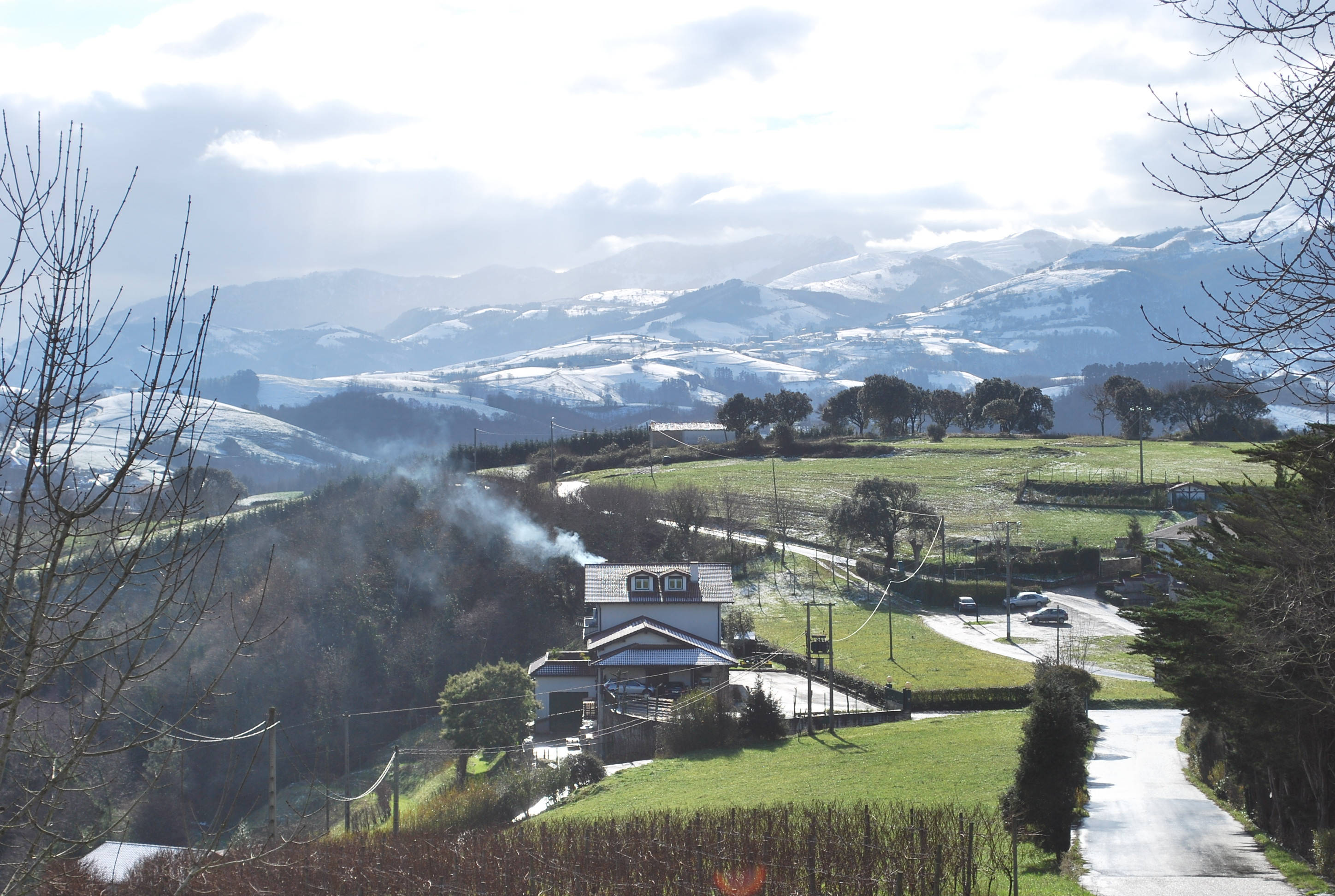
Zarautz sous la neige (vue depuis le camping).
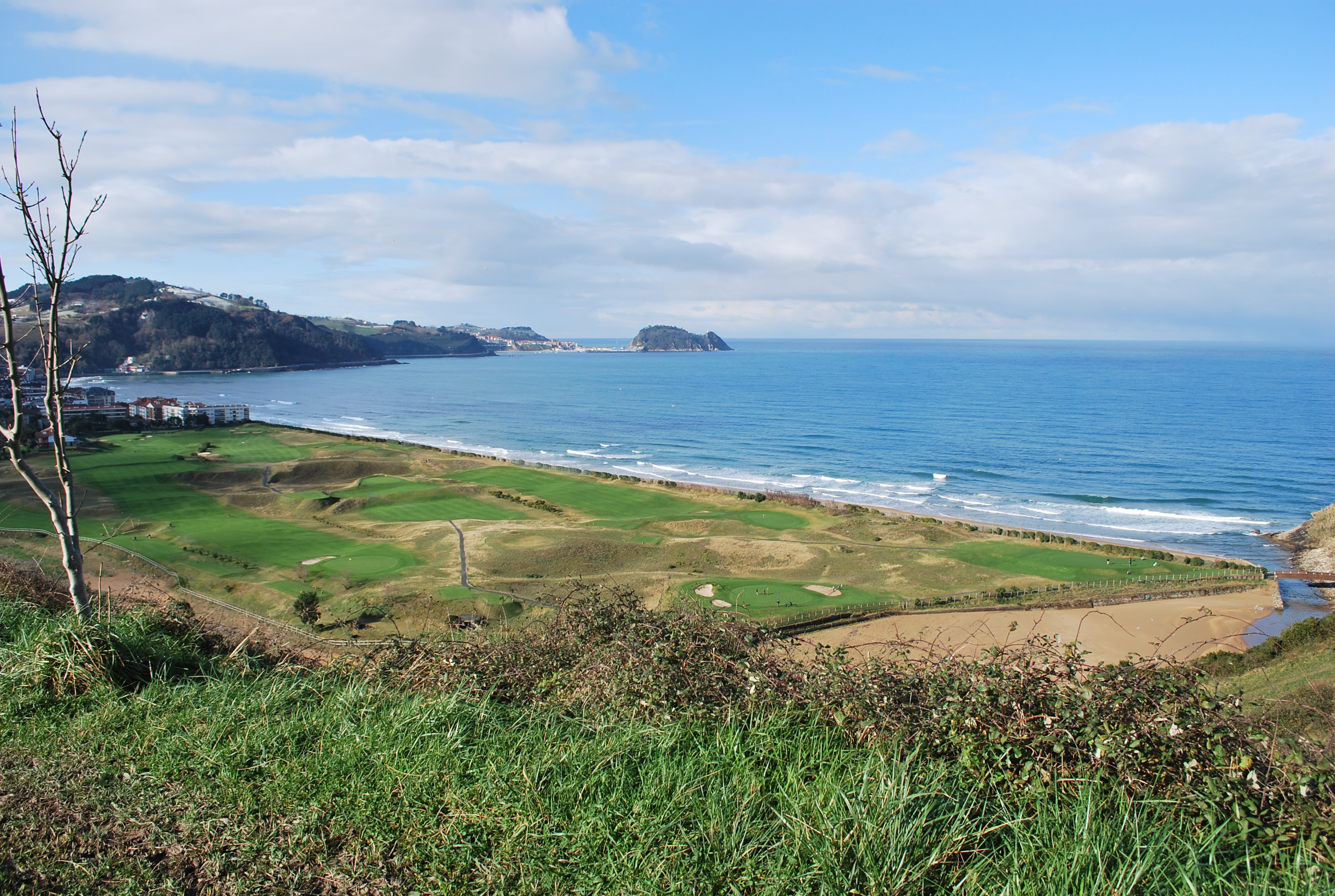
Golf de Zarautz (vue depuis le camping).
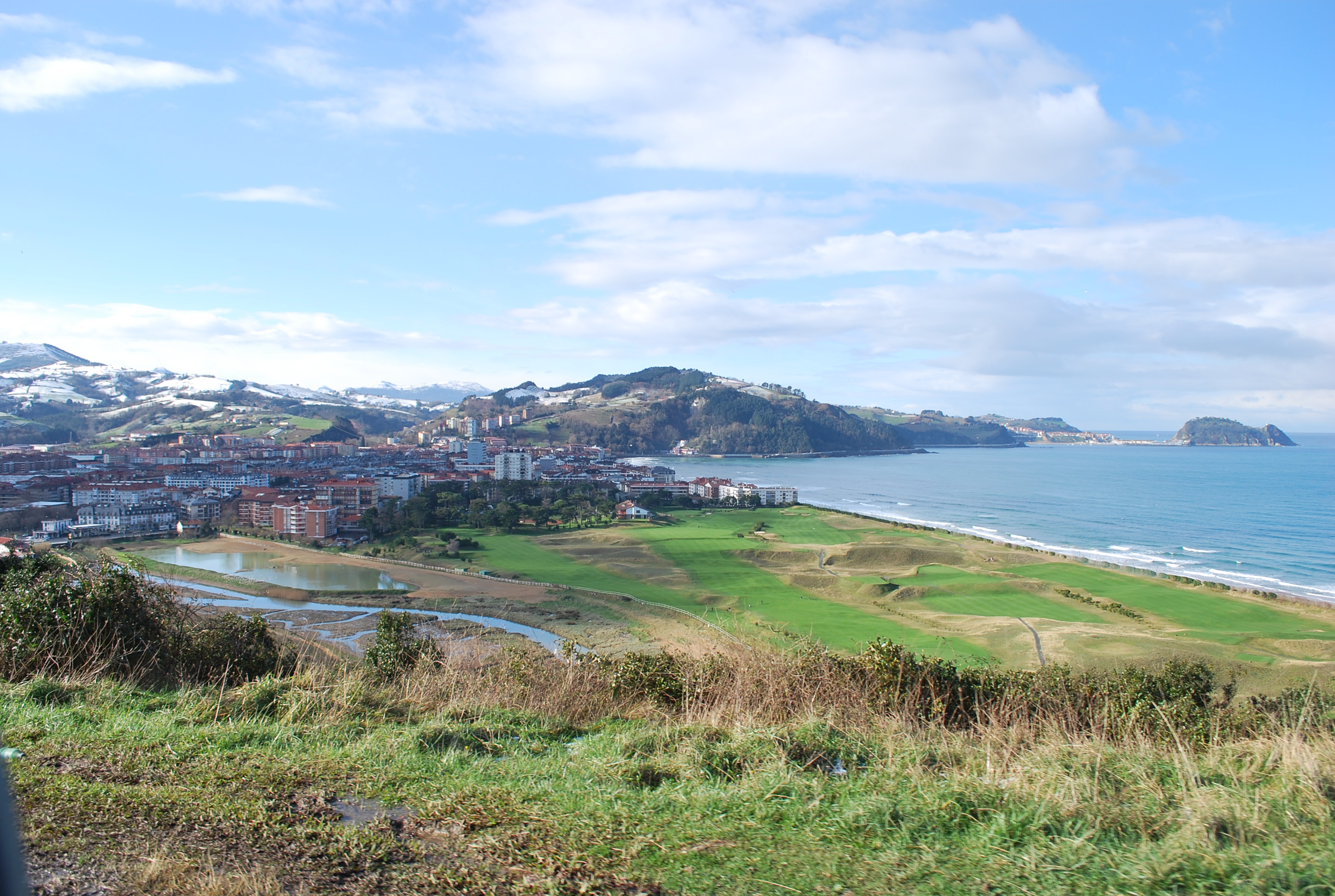
Zarautz (vue générale depuis le camping).
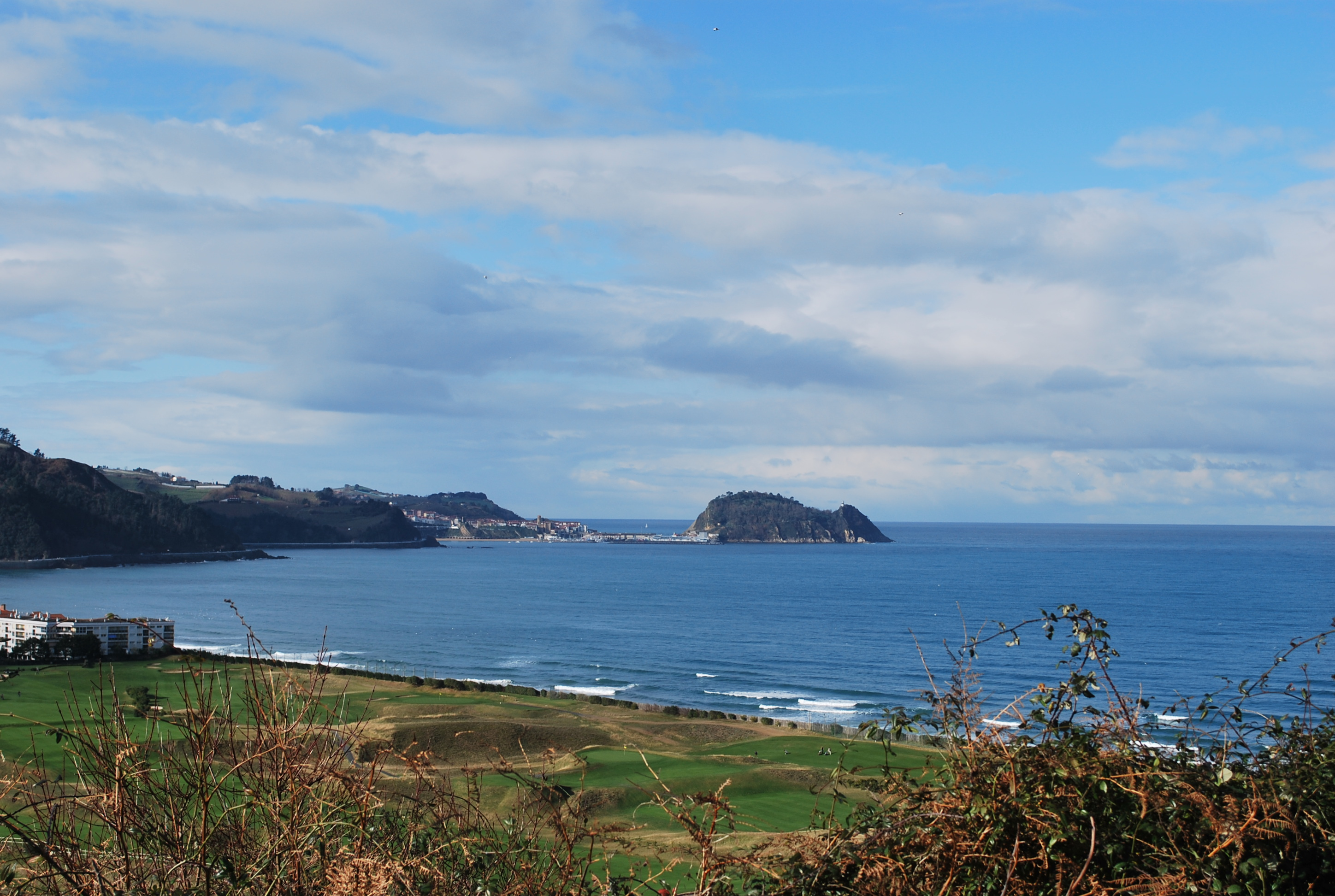
Rocher de Getaria (vue depuis le camping de Zarautz).
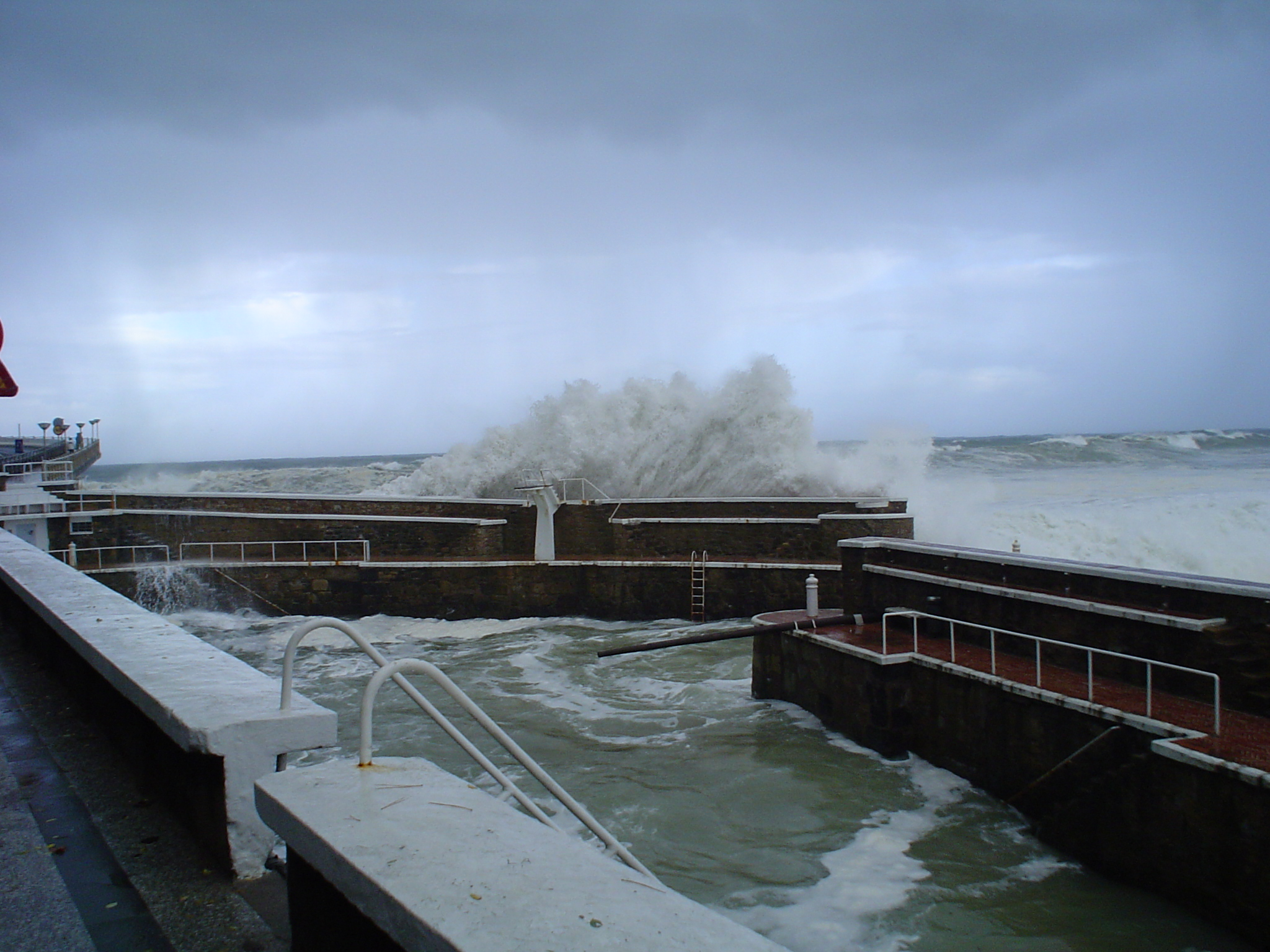
Le port de Zarautz un jour de tempête.

### Sources
- (es) Cet article est partiellement ou en totalité issu de l’article de Wikipédia en espagnol intitulé « Zarauz » (voir la liste des auteurs).